# Ga Đại Giáp
Dajia (tiếng Trung: 大甲車站; bính âm: Dàjiǎ Chēzhàn) là một ga đường sắt trên Tuyến Bờ Tây (Tuyến Coastal) thuộc Cục quản lý Đường sắt Đài Loan (TRA) nằm tại Đại Giáp, Đài Trung, Đài Loan.

## Lịch sử
Nhà ga mở cửa vào ngày 11 tháng 10 năm 1922.